# Emertonius exasperans
Emertonius exasperans är en spindelart som beskrevs av George William Peckham och Elizabeth Maria Gifford Peckham 1892. Emertonius exasperans ingår i släktet Emertonius och familjen hoppspindlar. Inga underarter finns listade i Catalogue of Life.